# وایاکام (۲۰۰۵–۲۰۱۹)
وایاکام (به انگلیسی: Viacom، تلفظ درست به‌صورتِ /وی‌اِکام/ یا /وای‌اِکام/) که همچنین ویاکام هم آوانگاری شده‌است، یک شرکت آمریکایی چندرسانه‌ای فعال در زمینهٔ رادیو، تلویزیون و فیلم‌سازی است. در سال ۲۰۱۲، این شرکت چهارمین مجتمع رسانه ای جهان پس از والت دیزنی، تایم وارنر، و نیوز کورپوریشن بود.

## یادداشت
1. ↑  طبق بحث و اجماع در  ویکی‌پدیا:زبان و زبان‌شناسی § Viacom (پیوند پایدار است) (راهنما:پیوند پایدار)